# Robert Friedrich Rall
Robert Friedrich Rall (* 3. Juni 1849 in Eningen unter Achalm; † 2. März 1935 in Ulm) war ein Baumwollfabrikant in Urspring.

## Leben
Robert Friedrich Rall wurde am 3. Juni 1849 in Eningen u.A. als Sohn des Johannes Jakob Rall (1820–1878) und der Pauline Luise Rall geb. Leuze (1827–1902) geboren. Der Vater war Teilhaber der Firma „Leuze & Rall“ in St. Gallen, Teilhaber der Firma „J. J. Rall & Sohn“ in Eningen u.A. und wurde 1870 Teilhaber der Mechanischen Weberei Urspring (MWU).
Die Ralls waren eine alte und die mitgliederstärkste Eninger Familie: bereits das Herdstätten-Verzeichnis von 1525 nennt drei verschiedene Steuerzahler namens „Rall“. Vom 17. bis 18. Jahrhundert werden 54 „Rall“, 14 „Hummel“ und 17 „Leuze“, die beiden letzteren Familien Heiratspartner der Rall, durch Über- und Spitznamen unterschieden. Im Eninger Familienbuch 1386 bis 1800 werden 313 Rall-Familien aufgeführt, im Familienbuch 1800‒1875 363 Rall-Familien.
Robert Rall verbrachte seine Jugend- und Schulzeit in St. Gallen bei den Großeltern, wo die Familien Rall und Leuze ein Geschäft führten. Robert Rall hielt sich zeitweise auch in Yverdon auf und erlernte auf der Webschule in Reutlingen (heute Fachhochschule für Technik und Wirtschaft Reutlingen) alle Arbeitsgänge der Textilbearbeitung, dazu auf der Handelsschule Buchhaltung und Korrespondenz. Robert Rall bezog seine erste Stelle in Neulautern bei Heilbronn, wo noch an häuslichen Handwebstühlen im Verlagssystem gearbeitet wurde. Anschließend war er Leiter der Buchhaltung im väterlichen Betrieb.
Der vorherige Besitzer der Fabrik Urspring Louis Adam Gans suchte 1870 über die wichtigste Wirtschaftszeitung (Schwäbischer Merkur) einen Käufer und fand einen solchen in der Familie Rall aus Eningen unter Achalm. Die Brüder Johann Jakob Rall und Albert Rall (Firma Johannes Rall & Sohn in Eningen u. A.) kauften am 20. Juni 1870 bzw. 1. Juli 1870 die Mechanische Weberei Urspring. Die Übernahme erfolgte am 23. Juni 1870, also zu Beginn des Deutsch-Französischen Krieges.
Am 1. Februar 1873 verließ Direktor Römer die MWU, um eine bessere Stellung als Direktor bei der Bleicherei und Appreturanstalt Uhingen anzutreten, deren Mitbegründer der frühere Besitzer der MWU Christian August Blezinger war; Robert Rall übernahm die Prokura und den Direktorsposten und baute das Unternehmen in den folgenden Jahren aus. In den Jahren um 1925 hatte die Firma ihre Blütezeit. Etwa 250 Personen gingen damals täglich in der Ehinger Straße 16 zur Arbeit. Die Zeit der Weltwirtschaftskrise erlebte Robert Rall noch, dagegen blieb ihm die Auflösung des Unternehmens im Jahre 1953 erspart.
Wann sich Robert Rall aus der Betriebsleitung zurückzog und Direktorat und Prokura abgab, ist nicht bekannt, doch dürfte er sich nach dem Ersten Weltkrieg in sein Haus nach Ulm zurückgezogen zu haben.

## Ehrenämter und Ehrungen
Robert Rall wurde bei der am 11. Dezember 1878 stattfindenden Bürgerausschusswahl in den Bürgerausschuss von Schelklingen gewählt. Am 23. Januar 1879 unterschrieb er erstmals als Bürgerausschussmitglied, und zwar mit „Rall“.
Als Mitglied des Bürgerausschusses erhielt Rall gleichzeitig durch Bestimmung des Gesetzes das aktive Bürgerrecht in Schelklingen gegen Bezahlung von drei Mark Aufnahmegebühr. Auf der Sitzung vom 23. Juni 1879 wurde deswegen folgendes beschlossen:
„Aus Anlaß der letzten Bürgerausschußwahl, in den Herr Fabrikant Robert Rall gewählt wurde, wurde wegen Bezahlung der Bürgerannahmsgebühren von Seiten des Herrn Rall von den Kollegien Verhandlung gepflogen und beschlossen, dem Herrn Fabrikanten Robert Rall keine Bürgerannahmsgebühren anzusetzen mit Betracht dessen, daß Herr Rall in Verbindung mit seinem Onkel Herrn Albert Rall die Fabrik Urspring in der Weise emporgebracht habe, daß den Arbeitern viel bessere, schonendere und gerechtere Behandlung und Bezahlung zu theil wird als früher, weßhalb auch der Obmann des Bürgerausschußes den weitern Antrag stellte, in Rücksicht dem Herrn Fabrikanten Albert Rall, jetzt in Stuttgart wohnhaft, das Ehrenbürgerrecht hier zu verleihen, welcher Antrag einstimmig von den Kollegien angenommen und zum Beschluß erhoben wurde“.
Robert Ralls Onkel Albert Rall, Fabrikant in Stuttgart, übersandte aus Anlass der Verleihung des Ehrenbürgerrechts von Schelklingen dem Stadtvorstand 100 Mark zur freien Verfügung des Gemeinderats und Bürgerausschusses. Die Kollegien beschlossen, diese 100 Mark zur Verschönerung der Kirchgasse (=Schulstraße) und Anpflanzung von Kastanienbäumen zu verwenden.
Zwischen dem 29. September 1879 (letzte Unterschrift als Bürgerausschuss) und dem 26. Januar 1880 (erste Unterschrift als Gemeinderat) war Robert Rall in den Schelklinger Gemeinderat gewählt worden. Seine erste Sitzung als Stadtrat war am 26. Januar 1880, wo er mit „R. Rall“ unterschreibt. Rall blieb Mitglied des Gemeinderats bis nach 27. Juli 1887.

## Familie
Robert Friedrich Rall heiratete erstmals in Eningen am 15. Mai 1873 Blandine Rall, eine Tochter seines Onkels Wilhelm Rall, welche bereits ein Jahr später starb († 14. Mai 1874). Er verehelichte sich zum zweiten Mal am 5. Februar 1878 mit Juliana Riegger, geboren 1856 in Moos (heute Ortsteil von Heiligenberg (Bodenseekreis)), Tochter des Johann Riegger und seiner Ehefrau Genovefa Riegger geb. Walk. Seine zweite Ehefrau verstarb in Urspring am 14. Januar 1880 mit 24 Jahren. Rall heiratete zum dritten Mal in Schelklingen am 21. September 1880 Julia Sattler (geb. Eningen u.A. am 9. November 1850, Tochter des Zacharias Sattler und dessen Ehefrau Catharina Sattler geb. Weisser), † 1934.
Robert Friedrich Rall erhielt am 23. Juni 1879 das Schelklinger aktive Bürgerrecht
Die Kinder lernten zuerst bei einem Hauslehrer; 1891 kaufte Robert Rall ein Stadthaus in Ulm, wodurch die Kinder höhere Schulen besuchen konnten.
Kind erster Ehe:
- Erich Robert Wilhelm, geb. Urspring 10. Mai 1874, † früh (vor 1887, da nicht mehr auf dem Familienbild)

Kinder zweiter Ehe:
- Robert Eugen, Fabrikant, geb. Urspring 5. Februar 1878, Bürgerrecht der Stadt Schelklingen durch Heirat am 21. Oktober 1909 mit Helene Julie Natalie Bek[19], † Böblingen 17. Mai 1915 (gefallen; Kriegsverletzung)

Kinder dritter Ehe:
- Julie Blandine Alwine, geb. Urspring 30. Juli 1881, † Ochsenhausen 25. April 1965
- Albert Otto, geb. Urspring 9. Mai 1884, † München-Pasing 8. Dezember 1953
- Hedwig Frieda Helene („Friedel“), geb. Urspring 30. September 1885, ⚭ Ulm a. D. 1909 den Apotheker Paul Adolf Kohler (geb. Neu-Ulm 1878, † 1952), † Freudenstadt 2. September 1971[20]
- Hermann Richard Otto, Beamter beim Norddeutschen Loyd, Leutnant der Landwehr I der 8. Batterie des Reserve-Feld-Artillerie-Regiments Nr. 54, geb. Urspring 19. November 1886, get. evang., † 7. April 1918 im preußischen Reserve-Feld-Lazarett Nr. 63 (Sterbeanzeige durch die 2. Ersatz-Abteilung Feld-Artillerie-Regiments Nr. 29 in Ludwigsburg)
- Friedrich Wilhelm, geb. Urspring 20. September 1888, † Ulm a. D. 30. Oktober 1892
- Gertraude Pauline Martha, geb. Urspring 11. Juni 1890, † Bodolz, Standesamt Wasserburg (Bodensee) 16. März 1982